# Fête fédérale de lutte et des jeux alpestres

Affiche pour la 7e fête fédérale de lutte à Neuchâtel en 1908.

La fête fédérale de lutte et des jeux alpestres est une manifestation sportive traditionnelle suisse qui a lieu une fois tous les trois ans dans une région différente et qui rassemble plusieurs centaines de participants pour les trois sports et plusieurs centaines de milliers de spectateurs,.
Les sports traditionnels pratiqués durant cette fête fédérale sont : la lutte suisse (Schwingen), le hornuss et le lancer de la pierre, tous trois qualifiés de sport national suisse.

## Historique
La lutte suisse et le lancer de la pierre, dont les origines proviennent du bas Moyen Âge, sont présents lors de la Fête fédérale de gymnastique de 1855 à Lausanne en tant que « gymnastique nationale ». L'association fédérale de lutte suisse, créée en 1895, organise désormais les différentes manifestations de lutte, dont les plus importantes sont les « nationale » et la fête d'Unspunnen. La première fête fédérale de lutte eut lieu à Bienne en 1895.

## Palmarès

### Lutte suisse
Compétition de lutte la plus prestigieuse, cette fête fédérale consacre un vainqueur qui prend le titre de « roi de la lutte » (Schwingerkönig en allemand), titre qu'il conserve même après la désignation d’un successeur. Le tableau ci-dessous indique le vainqueur (entre parenthèses le nombre de victoires).
| Édition | Année | Lieu              | Association organisatrice                  | Roi de la lutte (Schwingerkönig)                                   |
| ------- | ----- | ----------------- | ------------------------------------------ | ------------------------------------------------------------------ |
| 50      | 2034  | À définir         | Association de lutte de la Suisse centrale |                                                                    |
| 49      | 2031  | À définir         | Association romande de lutte suisse        |                                                                    |
| 48      | 2028  | Thoune            | Association cantonale bernoise de lutte    |                                                                    |
| 47      | 2025  | Mollis            | Association de lutte du Nord-Est           |                                                                    |
| 46      | 2022  | Pratteln          | Association de lutte du Nord-Ouest         | Joel Wicki (1)                                                     |
| 45      | 2019  | Zoug              | Association de lutte de la Suisse centrale | Christian Stucki (1)                                               |
| 44      | 2016  | Estavayer-le-Lac  | Association romande de lutte suisse        | Matthias Glarner (1)                                               |
| 43      | 2013  | Berthoud          | Association cantonale bernoise de lutte    | Matthias Sempach (1)                                               |
| 42      | 2010  | Frauenfeld        | Association de lutte du Nord-Est           | Kilian Wenger (1)                                                  |
| 41      | 2007  | Aarau             | Association de lutte du Nord-Ouest         | Jörg Abderhalden (3)                                               |
| 40      | 2004  | Lucerne           | Association de lutte de la Suisse centrale | Jörg Abderhalden                                                   |
| 39      | 2001  | Nyon              | Association romande de lutte suisse        | Arnold Forrer (1)                                                  |
| 38      | 1998  | Berne             | Association cantonale bernoise de lutte    | Jörg Abderhalden                                                   |
| 37      | 1995  | Coire             | Association de lutte du Nord-Est           | Thomas Sutter (1)                                                  |
| 36      | 1992  | Olten             | Association de lutte du Nord-Ouest         | Silvio Rüfenacht (1)                                               |
| 35      | 1989  | Stans             | Association de lutte de la Suisse centrale | Adrian Käser (1)                                                   |
| 34      | 1986  | Sion              | Association romande de lutte suisse        | Heinrich Knüsel (1)                                                |
| 33      | 1983  | Langenthal        | Association cantonale bernoise de lutte    | Ernst Schläpfer (2)                                                |
| 32      | 1980  | Saint-Gall        | Association de lutte du Nord-Est           | Ernst Schläpfer                                                    |
| 31      | 1977  | Bâle              | Association de lutte du Nord-Ouest         | Arnold Ehrensberger (1)                                            |
| 30      | 1974  | Schwytz           | Association de lutte de la Suisse centrale | Ruedi Hunsperger (3)                                               |
| 29      | 1972  | La Chaux-de-Fonds | Association romande de lutte suisse        | David Roschi (1)                                                   |
| 28      | 1969  | Bienne            | Association cantonale bernoise de lutte    | Ruedi Hunsperger                                                   |
| 27      | 1966  | Frauenfeld        | Association de lutte du Nord-Est           | Ruedi Hunsperger                                                   |
| 26      | 1964  | Aarau             | Association de lutte du Nord-Ouest         | Karl Meli (2)                                                      |
| 25      | 1961  | Zoug              | Association de lutte de la Suisse centrale | Karl Meli                                                          |
| 24      | 1958  | Fribourg          | Association romande de lutte suisse        | Max Widmer (1)                                                     |
| 23      | 1956  | Thoune            | Association cantonale bernoise de lutte    | Eugen Holzherr (1)                                                 |
| 22      | 1953  | Winterthour       | Association de lutte du Nord-Est           | Walter Flach (1)                                                   |
| 21      | 1950  | Granges           | Association de lutte du Nord-Ouest         | Pas de roi (Walter Haldemann et Peter Vogt « premiers couronnés ») |
| 20      | 1948  | Lucerne           | Association de lutte de la Suisse centrale | Peter Vogt (1)                                                     |
| 19      | 1945  | Berne             | Association cantonale bernoise de lutte    | Pas de roi (Willy Lardon et Peter Vogt « premiers couronnés »)     |
| 18      | 1943  | Zoug              | Association de lutte de la Suisse centrale | Willy Lardon (2)                                                   |
| 17      | 1940  | Soleure           | Association de lutte du Nord-Ouest         | Otto Marti (1) et Werner Bürki (2)                                 |
| 16      | 1937  | Lausanne          | Association romande de lutte suisse        | Willy Lardon                                                       |
| 15      | 1934  | Berne             | Association cantonale bernoise de lutte    | Werner Bürki                                                       |
| 14      | 1931  | Zurich            | Association de lutte du Nord-Est           | Hans Roth (2)                                                      |
| 13      | 1929  | Bâle              | Association de lutte du Nord-Ouest         | Hans Roth                                                          |
| 12      | 1926  | Lucerne           | Association de lutte de la Suisse centrale | Henri Wernli (1)                                                   |
| 11      | 1923  | Vevey             | Association romande de lutte suisse        | Karl Thommen (1)                                                   |
| 10      | 1921  | Berne             | Association cantonale bernoise de lutte    | Robert Roth (2)                                                    |
| 9       | 1919  | Langenthal        | Association cantonale bernoise de lutte    | Robert Roth et Gottlieb Salzmann (1)                               |
| 8       | 1911  | Zurich            | Association de lutte du Nord-Est           | Gotthold Wernli (1)                                                |
| 7       | 1908  | Neuchâtel         | Association romande de lutte suisse        | Albrecht Schneider (1)                                             |
| 6       | 1905  | Interlaken        | Association cantonale bernoise de lutte    | Hans Stucki (3)                                                    |
| 5       | 1902  | Sarnen            | Association de lutte de la Suisse centrale | Hans Stucki                                                        |
| 4       | 1900  | Berne             | Association cantonale bernoise de lutte    | Hans Stucki et Emil Kocher (1)                                     |
| 3       | 1898  | Bâle              | Association de lutte du Nord-Ouest         | Christian Blaser (1) et Frédéric Bossy (1)                         |
| 2       | 1897  | Bienne            | Association cantonale bernoise de lutte    | Alfons Thurneysen (1)                                              |
| 1       | 1895  | Bienne            | Association cantonale bernoise de lutte    | Alfred Niklaus (1)                                                 |

### Hornuss
Vingt équipes ont participé à la compétition de 2010 à Frauenfeld. 
Une vingtaine d'équipes ont également participé en 2013 à Berthoud. Le vainqueur de la Fête fédérale de hornuss en 2013 : l'équipe Lyss, dont le meilleur frappeur a été René Lüthi de l'équipe Oberönz-Niederönz.   

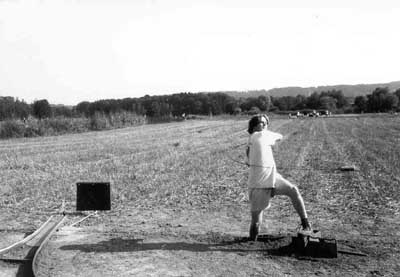
Patrick Howald frappant le Hornuss à Frauenfeld en 2000.

### Lancer de la pierre
Compétition individuelle en trois catégories :
- lancer de la pierre d'Unspunnen (83,5 kg). Cette compétition existe depuis 1805[9] ;
- lancer de la pierre de 40 kg ;
- lancer de la pierre de 20 kg.